# Karanggandu
Karanggandu is een bestuurslaag in het regentschap Trenggalek van de provincie Oost-Java, Indonesië. Karanggandu telt 6640 inwoners (volkstelling 2010).